# Ideon
För andra betydelser, se Ideon (olika betydelser).

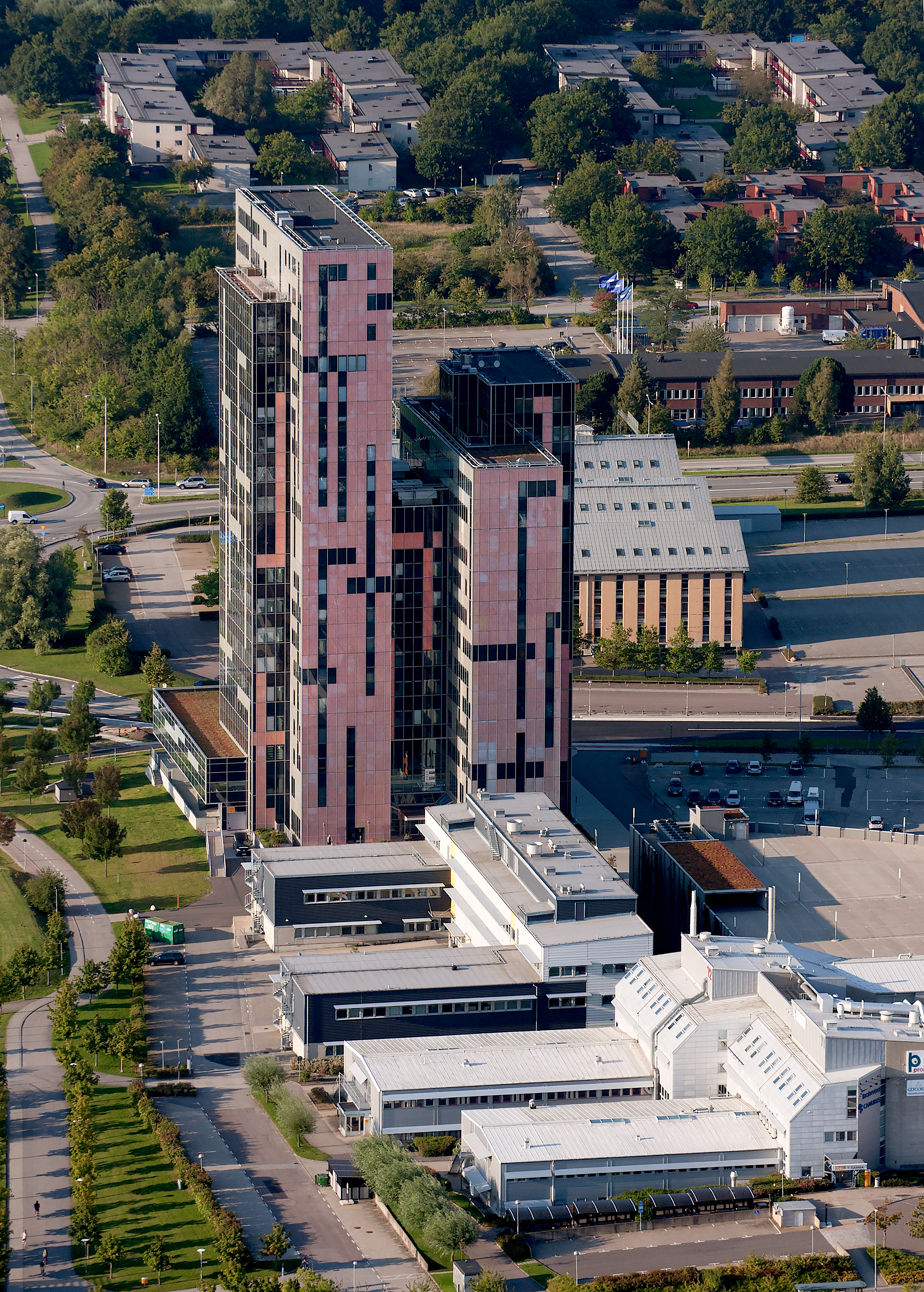
Ideon Gateway

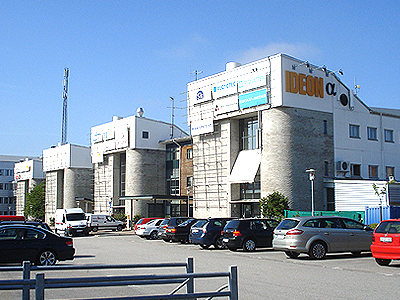
Alfahuset i Ideon Science Park

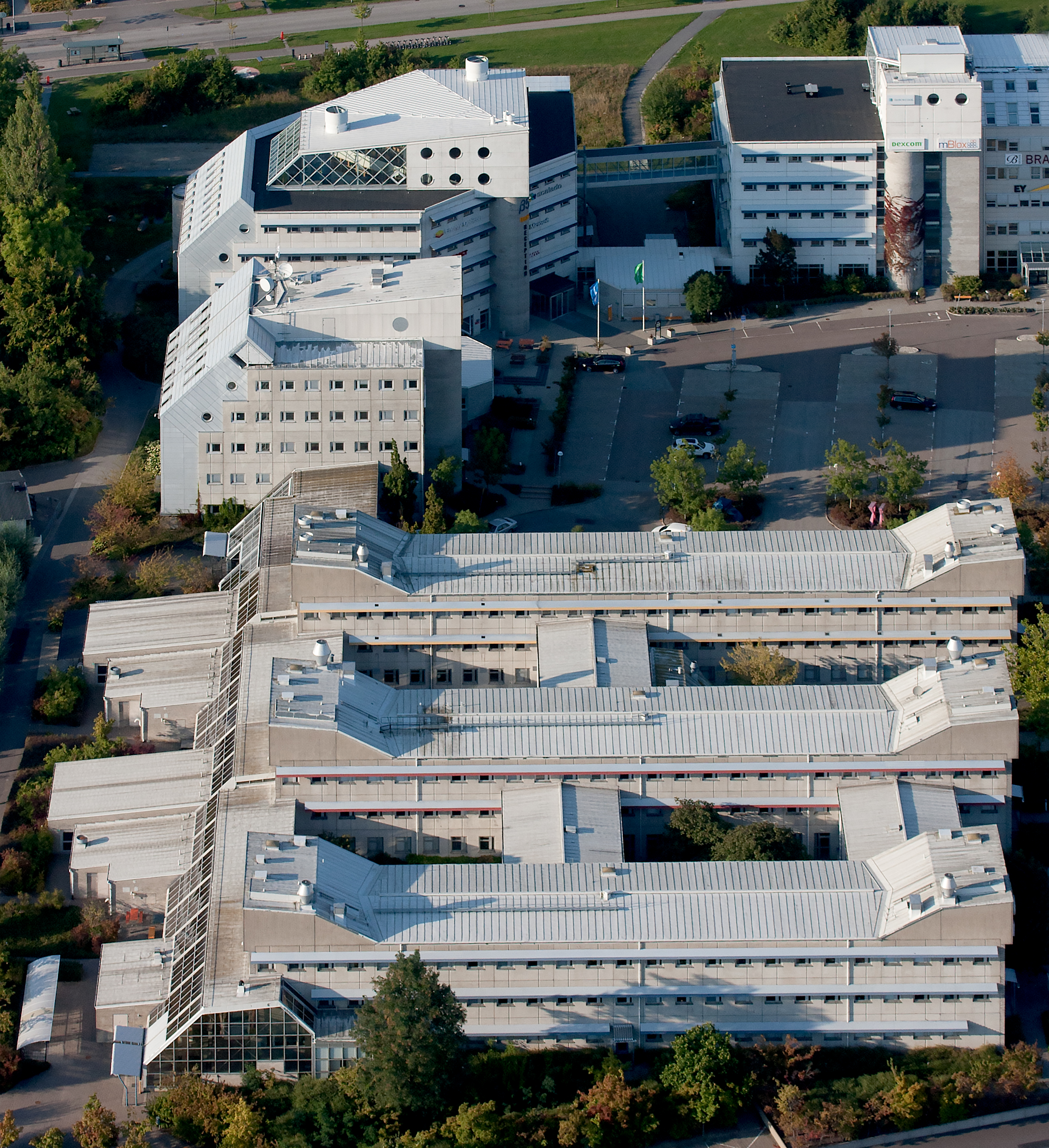
Betahuset

Ideon Science Park i Lund är Sveriges första forskningsby och hyser idag ca 400 företag med 10 000 anställda inom framför allt IT, högteknologi, miljöteknik och livsvetenskap. Ideon Science Park ligger i nordöstra Lund i omedelbar anslutning till Lunds tekniska högskola, Ekonomihögskolan och Brunnshög, på det område som kallas Pålsjö ängar. Ideon Science Park omfattar 17 fastigheter med cirka 245 000 m², och ägs sedan oktober 2016 av Wihlborgs Fastigheter AB och Castellum AB. Tidigare ägde Ikano och Vasakronan AB delar av fastighetsbeståndet.
Ideon Gateway är en av byggnaderna på området. Byggnaden är 74 meter hög och därmed Lunds högsta. Husets fasad ändrar färg beroende på vilken vinkel man ser den ur. Ideon Gateway började byggas i slutet av 2010 och invigdes i januari 2013. Byggnaden utgör ett landmärke för Lund.

## Historia
Ideon Science Park blev den 9 juni 1983 Sveriges första forskningsby. Idén till forskningsbyn Ideon presenterades av Landshövding Nils Hörjel 1982 vid läkemedelsföretaget DRACO:s Temadagar som arrangerades under hela 1980-talet.
Dessa temadagar som initierades av Dracos informationschef Anders Zackrés var Sydsveriges största konferens med högaktuella teman och med 500-600 deltagare från regering, riksdag, landsting, kommuner, företag och forskar- och utbildningsvärlden. Utvecklingen av Ideon kom som en följd av 1970-talets omstruktureringar i det skånska näringslivet. Man såg ett behov av att skapa förutsättningar för nya näringar och tog inspiration från motsvarande anläggningar som skapats i USA. Ideon grundades genom ett samarbete mellan Lunds universitet, dåvarande Malmöhus län, Lunds kommun och näringslivet. Området byggdes av Skanska. Det första spadtaget till området togs gemensamt av Gun Hellsvik, Nils Hörjel och Nils Stjernquist. De första företagen flyttade in i september 1983. Bland dem var Axis Communications AB och Ericsson Radio Systems som förlade mobilutveckling till området, vilket blev en ryggrad i områdets utveckling och 1988 fanns omkring 100 företag på Ideon.
År 1985 tillkom även en mindre forskningspark i Malmö, Ideon-Malmö. Kopplingen mellan denna och Ideon i Lund bröts dock 1998 och avdelningen i Malmö drivs sedan dess under namnet Medeon.
Området består av flera olika hus såsom Alfa, Beta, Gamma, Delta, Gateway, Node, Bricks, Cube; dessa ägs av Wihlborgs Fastigheter. Resterande hus Lundaporten, Edison Park och Reuterdahl ägs av Castellum. Alfahuset som är plats för små och medelstora företag har renoverats under 2010–2011. Det har bland annat skapats en samlingspunkt med namnet Agora. Här är Ideon Science Park startup-inkubator verksam tillsammans med Lunds nyföretagarcentrum (LNC) och Venture Lab.

## Företag
På Ideon-området finns cirka 900 företag med 4000 medarbetare.
Några kända företag med kontor på Ideon Science Park:
- Bioinvent International
- Sony
- Volvo Cars
- PwC
- ARM Holdings
- Storytel
- Sigma Connectivity
- Bosch
- Zaplox
- Bonesupport
- Cellavision
- Ericsson
- Probi
- QlikTech
- Scalado
- Texas Instruments
- Axis Communications
- Precise Biometrics
- Schneider Electric